# 金澤舞
金澤舞（日语：／ Kanazawa Mai，1993年1月19日—），是日本的女性聲優，成長於埼玉縣秩父市。Aksent附屬養成所Shine15期生。

## 經歷
小學四年級時，在母親的推薦下進入演藝事務所成為童星，不過小學畢業後暫停了演藝活動。就讀高中期間也同時在聲優養成所學習，畢業後再進入專門學校接受了兩年的訓練指導，於2013年加入事務所。

## 人物
- 持有神道文化檢定3級資格，亦曾擔任打工性質的巫女。
- 興趣是舞蹈，特別是爵士舞與踢踏舞。
- 喜好的食物為拉麵、沾麵、油蕎麥（日语：油そば）等麵條類製品。

## 演出作品
※粗體字代表主要角色。

### 電視動畫
2015年
- 魔物娘的同居日常（女孩子）

2016年
- 三者三葉（小田切雙葉[2]）
- NEW GAME!（車內廣播、男孩子）

2017年
- 偶像時間星光樂園（ガイ子）
- 武裝少女Machiavellianism（郁美、手下）
- 異世界食堂（女服務生）

2018年
- 多田君不戀愛（女學生）
- 來玩遊戲吧（岡[3]、副會長、遊戲人四天王、女學生C）
- Radiant 虛空魔境（工作人員）

2019年
- 川柳少女（女子B、女性、牛丼屋店員）
- 彼方的阿斯特拉（グルッピー）
- 超人高中生們即便在異世界也能從容生存！（艾梅妲）
- 神田川JET GIRLS（社員A）

2020年
- 地縛少年花子君（勿怪C、怪異）
- 貓狗的爆笑同居生活（松本英吉）

2021年
- 2.43 清陰高中男子排球社（啦啦隊）
- 東京復仇者（女B）
- 結城友奈是勇者 -大滿開之章-

2022年
- 聖劍傳說 Legend of Mana -The Teardrop Crystal-（沙贊比）
- 秋葉原冥途戰爭（香澄）
- 入間同學入魔了！第3期（安普西·納夫拉）

2023年
- 為美好的世界獻上爆焰！（癢癢）
- 決鬥大師 WIN 決鬥學園篇（啦啦隊女孩A）
- 泡泡糖忍戰（ハート）
- 藍色管弦樂（裾野姬子[4]）
- 放學後少年花子君（勿怪C[5]）

2024年
- 歡迎來到實力至上主義的教室 3rd Season（豬狩桃子）
- 為了在異世界也能撫摸毛茸茸而努力。（鈴子）
- 戰国妖狐（狸吉朗）
- 星辰墜落之國的妮娜（妮伊娜、米瓦）

2025年
- 地縛少年花子君2（勿怪[6]）
- 中年大叔轉生反派千金（薇奧蕾·科爾波、歐莉翁、少年B）
- Silent Witch 沉默魔女的祕密（林吉·佩爾）

### OVA
2018年
- 來玩遊戲吧 OVA1（老奶奶）[7]

### 遊戲
2014年
- 十三支演義 ～偃月三國傳2～（日语：十三支演義 〜偃月三国伝〜）

2016年
- 魔物娘☆後宮（日语：モン娘☆は〜れむ）（柯琳）
- （小田切双葉）

2017年
- 旋光輪舞2（[8]）

2019年
- 閃耀幻想曲（小田切雙葉[9]、小黑[10]）

### 旁白
- 貓貓動畫 ～有趣的喵星人大集合～（2013年）

### 網路電視
- 三者三葉♣活動（2016年，niconico現場直播）

## 音樂作品

### 角色歌曲
| 發行日期 | 標題                       | 名義                                    | 曲名                                                   | 備註                           |
| 2016年   | 2016年                     | 2016年                                  | 2016年                                                 | 2016年                         |
| -------- | -------------------------- | --------------------------------------- | ------------------------------------------------------ | ------------------------------ |
| 4月20日  |                            | ♣                                       | 「クローバー♣かくめーしょん」 「スクールはいたっち！」 | 電視動畫《三者三葉》片頭主題曲 |
| 4月20日  |                            | ♣                                       | 「」 「ぱじゃまParty」                                 | 電視動畫《三者三葉》片尾主題曲 |
| 5月18日  | 「三者三葉」角色歌曲 Vol.2 | 小田切雙葉（金澤舞）&臼田櫻（夏野菜緒） | 「☆!!」                                                | 電視動畫《三者三葉》相關歌曲   |
| 5月18日  | 「三者三葉」角色歌曲 Vol.2 | 小田切雙葉（金澤舞）                    | 「腹至上主義」                                         | 電視動畫《三者三葉》相關歌曲   |

## 腳註

## 來源
1. ↑  . 埼玉新聞. 2016-02-23  [2016-06-21]. （原始内容存档于2016-03-06） （日语）.
2. ↑  . 電視動畫「三者三葉」官方網站.   [2016-06-21]. （原始内容存档于2017-01-14） （日语）.
3. ↑  . 電視動畫「來玩遊戲吧」官方網站.   [2018-04-28]. （原始内容存档于2018-04-25） （日语）.
4. ↑  . NHK. 2023-06-02  [2023-06-02]. （原始内容存档于2023-06-03） （日语）.
5. ↑  . Comic Natalie. 2023-08-24  [2023-08-24]. （原始内容存档于2023-08-24） （日语）.
6. ↑  . YouTube. 2024-07-28  [2024-07-28]. （原始内容存档于2024-08-29） （日语）.
7. ↑  隨BD/DVD第3卷附贈OVA。
8. ↑  . 旋光輪舞2. Chara-ani.   [2017-05-18]. （原始内容存档于2019-07-01） （日语）.
9. ↑  . 4Gamer.net. 2019-03-27  [2024-08-10]. （原始内容存档于2023-06-06） （日语）.
10. ↑  . 閃耀幻想曲製作委員會. 2019-02-27  [2024-08-10]. （原始内容存档于2021-01-20） （日语）.

## 外部連結
- Aksent公式官網的聲優簡介 （页面存档备份，存于） （日語）
- 金澤舞的X（前Twitter） （日語）